# مارکو اورلیو روبلس
مارکو اورلیو روبلس (انگلیسی: Marco Aurelio Robles; زاده ۸ نوامبر ۱۹۰۵ – درگذشته ۱۴ آوریل ۱۹۹۰) سیاستمدار اهل پاناما بود. وی از ۱ اکتبر ۱۹۶۴ تا ۱ اکتبر ۱۹۶۸ رئیس‌جمهور پاناما بود.
مارکو اورلیو روبلس در ۱۴ آوریل ۱۹۹۰، بعد از یک دوره طولانی بیماری در سن ۸۴ سالگی در ایالات متحده آمریکا درگذشت.